# Łukasz Wolsztyński
Łukasz Wolsztyński (Knurów, 8 dicembre 1994) è un calciatore polacco, attaccante del Stal Mielec.